# Albanezen in Griekenland
De Albanezen in Griekenland (Albanees: Shqiptarët në Greqi; Grieks: Αλβανίας στην Ελλάδα) zijn etnische Albanezen die in Griekenland woonachtig zijn. Zij zijn daar een officieel erkende minderheid.

## Demografie
De totale schatting van de Albanezen in Griekenland is ongeveer 480.000 tot 670.000. Het merendeel hangt de islam aan, gevolgd door christelijke minderheden.

## Bekende personen
- Mirela Maniani
- Eleni Foureira
- Thomas Strakosha
- Fiorin Durmishaj
- Marios Vrousai
- Panagiotis Kone